# An der Fährbrücke 4 (Stralsund)

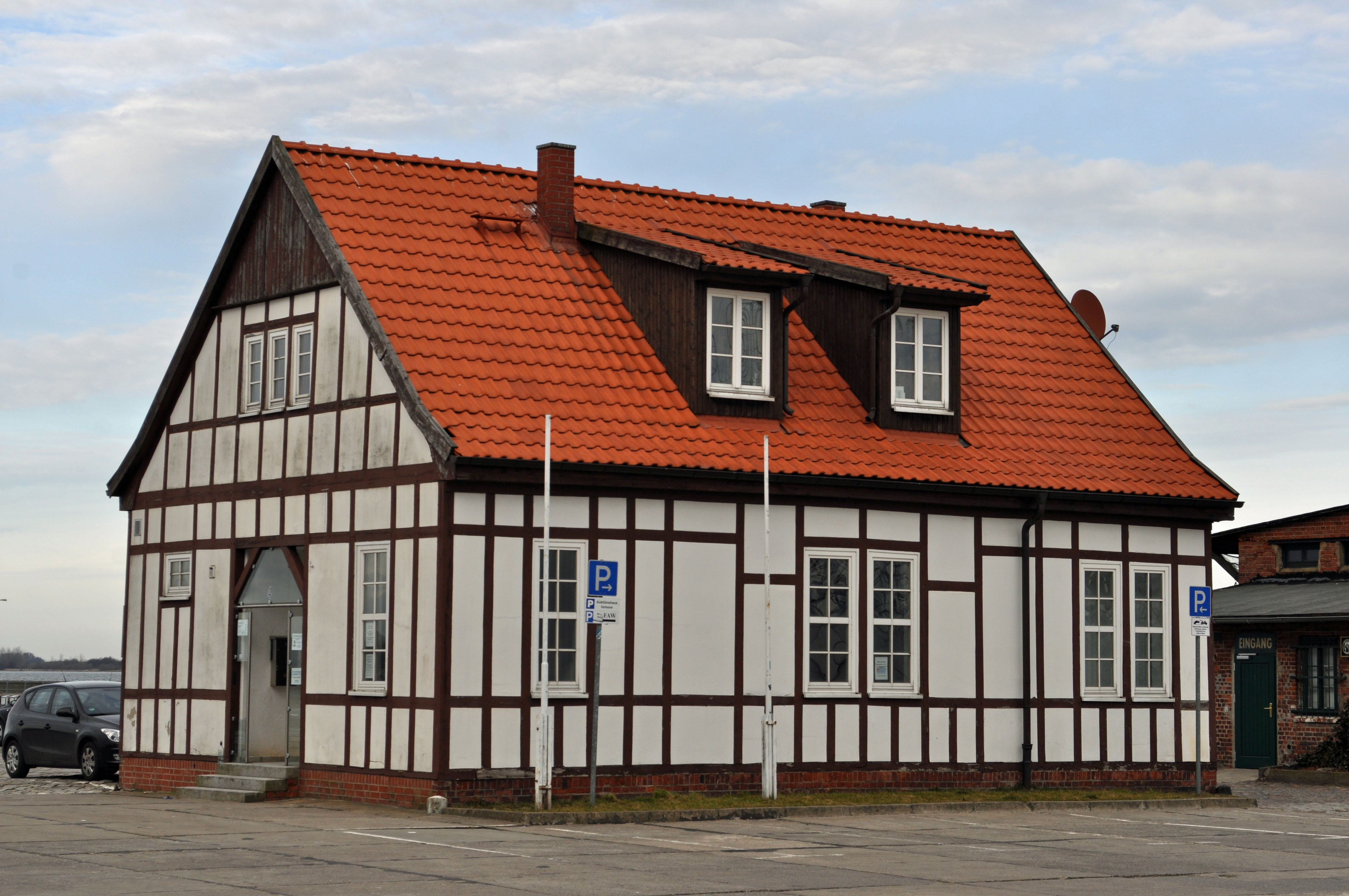
Das Haus An der Fährbrücke 4 in Stralsund (2012)

Das Haus mit der postalischen Adresse An der Fährbrücke 4 ist ein denkmalgeschütztes Gebäude in der Hansestadt Stralsund auf der so genannten Ballastkiste, direkt am Hafen, in der Straße An der Fährbrücke.
Das eingeschossige Haus mit hohem Mansarddach wurde im Jahr 1909 errichtet. Die Fassade ist in Fachwerk ausgeführt. Im Laufe der Zeit erfuhr das Haus zahlreiche Veränderungen.
Das Haus wurde zunächst als Zollabfertigungsgebäude für den Hafen genutzt.
Das Haus liegt im Randgebiet des von der UNESCO als Weltkulturerbe anerkannten Stadtgebietes des Kulturgutes „Historische Altstädte Stralsund und Wismar“. In die Liste der Baudenkmale in Stralsund ist es mit der Nummer 46 eingetragen.